# Rolf Holmberg
Rolf Johan Aas Holmberg (* 24. August 1914 in Gjerpen; † 5. Juli 1979 in Skien) war ein norwegischer Fußballspieler.

## Karriere

### Verein
Holmberg verbrachte seine gesamte Spielerkarriere von 1933 bis 1940 beim Odds BK in Skien.

### Nationalmannschaft
Zwischen 1936 und 1939 bestritt Holmberg 26 Länderspiele für Norwegen, in denen er ohne Torerfolg blieb.
Bei den Olympischen Spielen 1936 in Berlin stand Holmberg im Aufgebot seines Heimatlandes. Er wurde in allen Spielen eingesetzt und gewann mit Norwegen die Bronzemedaille.
Anlässlich der Fußball-Weltmeisterschaft 1938 in Frankreich wurde er in das norwegische Aufgebot berufen und kam im Achtelfinalspiel gegen Weltmeister Italien zum Einsatz.

## Erfolge
- Olympische Bronzemedaille: 1936